# DIK
DIK är ett svenskt fackförbund som organiserar akademiker inom kultur, kommunikation och kreativ sektor. Organisationen är partipolitiskt obunden och ansluten till Sveriges akademikers centralorganisation (Saco).

## Historia
DIK, då kallat DIK-förbundet, grundades den 12 november 1972 genom sammangåendet av de sex SACO-förbunden Sveriges Humanistförbund, Sveriges Arkivtjänstemäns Förening, Sveriges Museimannaförbund, De vetenskapliga bibliotekens tjänstemannaförening, Svenska Folkbibliotekarieförbundet och Svenska Logopedförbundet.  Namnet DIK var vid bildandet en akronym för dokumentation, information och kultur. Vid bildandet organiserade DIK 3200 medlemmar.
År 1983 kom första numret av medlemstidningen DIK-forum ut.
De tidigare självstående förbunden blev genom sammangåendet delföreningar inom DIK och förändrades över tid. Delföreningarna De vetenskapliga bibliotekens tjänstemannaförening och Svenska Folkbibliotekarieförbundet bildade 1997 den nya delföreningen Bibliotekarieförbundet. År 1999 bestod DIK-förbundet av delföreningarna Bibliotekarieförbundet, Humanistfacket, Informatörsfacket, Kulturfacket, Mediefacket, Sveriges Arkivtjänstemäns Förening, Svenska Logopedförbundet, Sveriges Museimannaförbund samt Tolkfacket.
Kongressen 2011 fattade beslut om att stryka delföreningarna som organ ur stadgarna samt flytta ansvaret för professionsfrågor till DIK-förbundet. Svenska Logopedförbundet samt DIK Student fick undantag för att fortsätta driva sina frågor.
År 2015 lämnade Svenska Logopedförbundet DIK till förmån för SRAT. Detta för att öka sitt fokus på professionsfrågor, vilket de upplevde försvagats i och med avskaffandet av delföreningarna.

## Verksamhet
DIK:s medlemmar finns på många olika arbetsplatser, de arbetar bland annat på kommunikationsavdelningar och -byråer, på bibliotek och i arkiv, på museer eller inom kulturadministration och turism. De kan också arbeta med språk eller vara tolkar.
Förbundet har drygt 20 000 medlemmar, drygt 1 200 lokala fackliga företrädare[källa behövs] och cirka 25 anställda på DIK:s kansli.
DIK är också en opinionsbildande intresseorganisation som arbetar för god kompetens-, löne- och professionsutveckling för sina medlemmar.
DIK lanserade i mars 2022 den oberoende tidningen Magasin K.
Den 25 maj 2023 anslöt sig DIK till Fackligt center för papperslösa, FCFP. 

## Exempel på yrken som organiseras av DIK
- Antikvarie
- Arkeolog
- Arkivarie
- Bibliotekarie
- Informatör
- Kommunikatör
- Konservator
- Lingvist

## Förbundsordförande
- 1985–2003 – Britt Marie Häggström
- 2003–2009 – Karin Åström Iko
- 2009–2015 – Karin Linder
- 2015–2016 – Attila Rostoványi[14]
- 2016-2017 – Sara Roberts (tillförordnad)
- 2017 – Anna Troberg